# Bisbe muntanyenc
El bisbe muntanyenc (Euplectes psammacromius) és un ocell de la família dels ploceids (Ploceidae).

## Hàbitat i distribució
Habita pantans i praderies a les terres altes del sud-oest i sud de Tanzània, extrem nord-est de Zàmbia i nord de Malawi.